# Jean Jacques Cuny

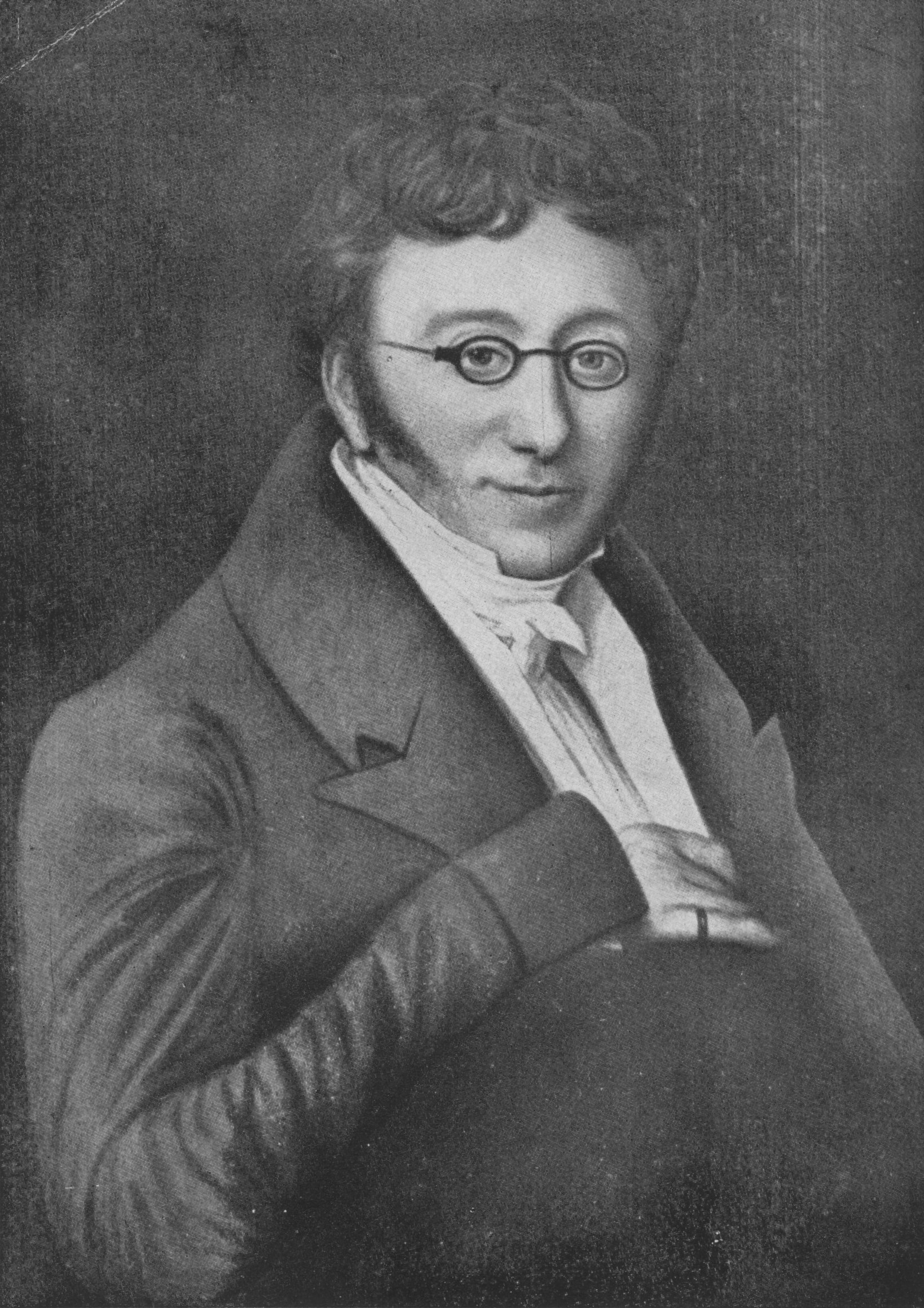
Jean Jaques Cuny

Jean Jacques Cuny (* 1795 in Altona; † 29. Dezember 1843 in Magdeburg) war ein deutscher Kaufmann und Unternehmer.

## Leben
Cuny wurde als Sohn des Kaufmanns Louis Cuny und Enkel des Magdeburger Seifenfabrikanten Jean Jacques Cuny sowie Neffe des späteren Regierungsbeamten Christoph von Cuny geboren. Seine Familie gehörte zu den französischen calvinistischen Glaubensflüchtlingen in Magdeburg und wanderte in den 1720er Jahren ein.
Sein Vater verstarb früh. Cuny wuchs daher bei Verwandten in Schwedt auf, wo er eine Ausbildung erhielt. 1817 verstarb auch sein Großvater. Gemeinsam mit David Cuny, seinem Onkel, übernahm er das Geschäft seines Großvaters Cuny Sohn & Co. 1837 wurde Cuny als Nachfolger Carl Schultzes 1. Vorsitzender des Ältestenkollegiums der Magdeburger Korporation der Kaufmannschaft, in das Cuny Ende 1831 gewählt worden war. Er gehörte zu den Begründern der ab 1837 tätigen Magdeburger Dampfschiffahrts-Compagnie, war Mitglied der Magdeburger Stadtverwaltung und unbesoldeter Stadtrat. Seinen Wohnsitz hatte er im Haus der Familie Alter Markt 19 in Magdeburg. Durch Beteiligung an einer Rübenzuckerfabrik in Bernburg erlitt er jedoch erhebliche Verluste. Er war gezwungen, seine Magdeburger Grundstücke zu verkaufen und sein Geschäft aufzugeben.
Cuny engagierte sich insbesondere für den Bau der Bahnstrecke Magdeburg–Leipzig und war Vorsitzender des 1835 gegründeten Eisenbahn-Komitees. Auch die am 16. Juli 1843 erfolgte Eröffnung der Magdeburg-Halberstädter Eisenbahn ist zum Teil auf seine Bemühungen zurückzuführen. Darüber hinaus engagierte er sich für die Wiederbelebung der Magdeburger Börse, die ab dem 1. August 1843 wieder einen regelmäßigen Handel aufnahm.
Am 19. August 1841 wurde er bei einem Zugunglück bei Fermersleben schwer verletzt. Er befand sich auf der Lokomotive des von Schönebeck in Richtung Magdeburg fahrenden Abendzuges. Aufgrund eines bei Nebel falsch aufgefassten Signals wurde dem Zug von Buckau aus eine Hilfsmaschine entgegengesandt, die jedoch nicht angefordert oder erforderlich war. Es kam zum frontalen Zusammenstoß. Zumindest sechs Personen wurden schwer verletzt. Drei erlagen kurze Zeit später ihren Verletzungen. Auch die Verletzungen Cunys waren so schwer, dass er daran 1843 verstarb.